# Orthogeomys grandis
Orthogeomys grandis е вид бозайник от семейство Гоферови (Geomyidae).

## Описание и разпространение
Представителите на вида достигат дължина 22-30 cm и тегло 480-985 g.. Видът е разпространен в Гватемала, Мексико, Салвадор и Хондурас.